# Plumatella mukaii
Plumatella mukaii är en mossdjursart som beskrevs av Charles Thorold Wood 200. Plumatella mukaii ingår i släktet Plumatella och familjen Plumatellidae. Inga underarter finns listade i Catalogue of Life.